# نیژنکامسک
شهر نیژنکامسک (به روسی: Нижнекамск) در کشور روسیه و در جمهوری تاتارستان واقع شده‌است.